# C (anime)
Pour les articles homonymes, voir C.
[C] - The Money of Soul and Possibility Control est une série d'animation japonaise produite par le studio Tatsunoko Production, diffusée du 14 avril 2011 au 23 juin 2011 au Japon sur Fuji TV et en simulcast dans les pays francophones sur Wakanim.

## Synopsis
Kimimaro est un étudiant boursier, cumulant deux jobs, dont le seul rêve est de vivre une vie stable.
Un soir, en rentrant du travail, un étrange personnage apparaît et lui propose de gagner de grosses sommes d'argent à l'unique condition qu'il rembourse. Ainsi, Kimimaro, quelque peu réticent, va se retrouver entraîné dans un monde étrange, connu sous le nom de quartier des finances et va devoir se battre aux côtés de Mashu, son Asset (êtres magiques aidant les entrepreneurs lors de leurs affrontements appelés Deal), afin de ne pas faire banqueroute.

## Personnages
Kimimaro Yoga (余賀公麿, Yoga Kimimaro)
Voix japonaise : Kouki Uchiyama, voix française : Damien Laquet
Msyu (真朱, Mashyū)
Voix japonaise : Haruka Tomatsu, voix française : Amandine Longeac
Sōichirō Mikuni (三國壮一郎, Mikuni Sōichirō)
Voix japonaise : Daisuke Hosomi, voix française : Julien Dutel
Q (キュー)
Voix japonaise : Saori Gotou, voix française : Sandra Vandroux
Masakaki (真坂木)
Voix japonaise : Takahiro Sakurai, voix française : Laurent Pasquier
Hanabi Ikuta (生田 羽奈日, Ikuta Hanabi)
Voix japonaise : Yui Makino, voix française : Angélique Heller
Jennifer Satō (ジェニファー・サトウ, Jenifā Satō)
Voix japonaise : Mayumi Asato, voix française : Dany Benedito

## Anime
La production de la série d'animation C est annoncée en décembre 2010. Celle-ci est produite au sein du studio Tatsunoko Production avec une réalisation de Kenji Nakamura, un scénario de Noboru Takagi et des compositions de Taku Iwasaki. Elle est diffusée initialement sur Fuji TV dans la case horaire noitaminA du 14 avril au 23 juin 2011. Dans les pays francophones, la série est diffusée en streaming par Wakanim, avant d'être éditée en DVD et Blu-ray par Déclic Collection en novembre 2012.

### Liste des épisodes
| No | Titre français          | Titre japonais | Titre japonais | Date de 1re diffusion |
| No | Titre français          | Kanji          | Rōmaji         | Date de 1re diffusion |
| -- | ----------------------- | -------------- | -------------- | --------------------- |
| 01 | Complication            | 複雑           | Fukuzatsu      | 14 avril 2011         |
| 02 | Coïncidence             | 暗合           | Angō           | 21 avril 2011         |
| 03 | Conspiration            | 陰謀           | Inbō           | 28 avril 2011         |
| 04 | Conversion              | 転換           | Tenkan         | 5 mai 2011            |
| 05 | Cultivation             | 修練           | Shūren         | 12 mai 2011           |
| 06 | Conflit                 | 葛藤           | Kattō          | 19 mai 2011           |
| 07 | Composition             | 組成           | Sosei          | 26 mai 2011           |
| 08 | Confiance (Confidence)  | 信用           | Shin'yō        | 2 juin 2011           |
| 09 | Collapse (effondrement) | 破綻           | Hatan          | 9 juin 2011           |
| 10 | Collision               | 衝突           | Shōtotsu       | 16 juin 2011          |
| 11 | Contrôle                | 未来           | Mirai          | 23 juin 2011          |

### Génériques
| Générique | Épisodes | Début      | Début                  | Fin   | Fin                    |
| Générique | Épisodes | Titre      | Artiste                | Titre | Artiste                |
| --------- | -------- | ---------- | ---------------------- | ----- | ---------------------- |
| 1         | 1 – 11   | Matryoshka | NICO Touches the Walls | RPG   | School Food Punishment |